# Nychiodes confusa
Nychiodes confusa là một loài bướm đêm trong họ Geometridae.